# Walrasi egyenletek
Léon Walras az 1874-ben megjelent Élements d'économie politique pure; ou théorie de la richesse sociale (A tiszta politikai gazdaságtan elemei, avagy a társadalmi gazdagság elmélete) című művében egy – négy csoportba sorolt – egyenletekből álló egyenletrendszert vázolt fel, amiket walrasi egyenleteknek hívunk. Az egyenletekkel, amelyek a gazdaságban jelen lévő javak árát és mennyiségét határozzák meg „a tökéletesen szabad verseny hipotetikus feltételei között”, Walras megteremtette az általános egyensúlyelmélet alapjait.

## A fogyasztásicikk-keresleti és a tényezőkínálati egyenletek
Walras modelljében a háztartásoknak kettős gazdasági szerepük van: egyrészt a fogyasztási cikkek potenciális vevőiként, másrészt a termelési tényezők (munkaerő, tőke stb.) eladóiként jelennek meg a piacon.
Walras elsőként egyetlen háztartást vizsgált. Feltételezte, hogy a rendelkezésre álló (eladható) tényezőmennyiségek rögzítettek, ezeket jelölje qt, qp, qk, és így tovább. A vásárolt fogyasztási javak mennyiségei legyenek da, db, dc stb., az eladott tényezőmennyiségek pedig ot, op, ok, és így tovább. Legyen az a jószág az ármérce (numéraire), vagyis mérjük a többi jószág árát a egységében. Ekkor értelemszerűen {\displaystyle p_{a}=1\,}. (Ezzel Walras kiiktatta a pénzt az egyenletekből.) Minden jószágnak létezik hasznossága (mai szóval határhaszna, amit Walras {\displaystyle \Phi \,}-vel jelöl), ami a háztartás számára végül rendelkezésre álló mennyiség monoton csökkenő függvénye (más javak fogyasztásától azonban nem függ). Ha a háztartás optimálisan osztja meg a jövedelmét a különböző javak között, teljesülnek a következő egyenletek:
Az első egyenlet {\displaystyle p_{a}=1\,} miatt valójában azonosság, elhagyható. Ha a fogyasztási cikkek száma m, akkor m ‒ 1 egyenletünk van. De hasonlóak a termelési tényezőkre is felírhatók:
Ha a tényezők száma n, akkor ez ugyanennyi egyenletet jelent.
A fentebb leírt egyenletekben közös a {\displaystyle \Phi (d_{a})\,} tag, ezért akár ilyen alakra is hozhatók:
amivel lényegében Gossen II. törvényét írtuk fel.
Még egy egyenlet létezik, ami annak a feltevésnek felel meg, hogy a háztartás összes (tényezőeladásból származó) jövedelmének egyenlőnek kell lennie az összes (fogyasztásicikk-vásárlásra fordított) kiadásával. Eszerint:
A tökéletes verseny feltételezéséből az is következik, hogy minden egyes háztartás árelfogadó, vagyis nem képes (vagy úgy véli, hogy nem képes) befolyásolni a piacon kialakult árakat. Ezért az árak most – a kiinduló tényezőmennyiségekhez hasonlóan – paraméterként jelennek meg, csak a keresett, illetve kínált mennyiségek ismeretlenek. m + n darab egyenletünk van, és ugyanennyi ismeretlen. Walras feltételezte, hogy ez elegendő az egyenletrendszer megoldhatóságához és a megoldás egyértelműségéhez, így a háztartás meg tudja határozni az általa vásárolni, illetve eladni kívánt jószágmennyiségeket. Írjuk fel ezeket az árak függvényében:
Látható, hogy bármely jószág keresletét, illetve kínálatát minden más jószág ára befolyásolja.
Walras ezt követően áttért a háztartások összességének vizsgálatára. Az egyes fogyasztási cikkek kereslete és a tényezők kínálata a háztartások keresleteinek, illetve kínálatainak összege, így maga is az árak függvénye:
Mivel minden egyes háztartás kínálatának értéke egyenlő volt a keresletével, ezért az aggregált kínálat is azonos lesz az aggregált kereslettel. Ez az összefüggés Walras törvényeként is ismert.

## A tényezőpiaci egyenletek
Az általános egyensúly elengedhetetlen feltétele, hogy minden termelési tényező összpiaci kereslete egyenlő legyen a kínálatával:
A termelési tényezők kereslete ugyanakkor az általuk előállított javak keresletéből származtatható. Az ezt leíró összefüggést Walras lineárisnak feltételezte. A javak keresleteinek együtthatóit technikai koefficienseknek nevezzük. Behelyettesítve a tényezőkeresletek helyére:
Walras kezdetben úgy vélte, hogy a technikai koefficiensek merevek, kizárólag a technológia függvényei. Az Élements harmadik kiadásában felülbírálta álláspontját. Erről részletesebben lásd: A technikai koefficiensek problémája.

## Az ár-költség egyenletek
Az egyenletek negyedik csoportja a fogyasztási cikkek árának és átlagos termelési költségeinek azonosságát írja le. A költségek az előállításhoz szükséges tényezők árának az előző pontban megismert technikai koefficiensekkel súlyozott értékei.
Walras ezzel feltételezte, hogy a vállalatok (amelyek a tényezők fogyasztási cikkekké való transzformálását végzik) profitja az egyensúlyban 0.

## A technikai koefficiensek problémája
Az Élements harmadik kiadásában Walras elvetette korábbi véleményét, miszerint a technikai koefficiensek csak a technológiától függnének, a vállalat döntésétől egyáltalán nem. Ezáltal Walras elismerte, hogy a tényezők bizonyos keretek között helyettesíthetők egymással akkor is, ha a vállalat ugyanazt a jószágot állítja elő.
Ha a technikai koefficiensek paraméterből ismeretlenné válnak, a modellben mn darab új ismeretlen lép fel. Csakhogy ugyanennyi egyenlet is keletkezik azáltal, hogy a vállalatok profitjuk maximalizálása érdekében mind az n tényező határtermék-bevételét egyenlővé teszik ezen tényezők árával; és ugyanezt megismétlik mind az m jószág gyártása folyamán.

## Az egyenletek megoldhatósága
Összefoglalva a négy egyenletcsoportot:
| Egyenletcsoport                      | Az egyenletek általános alakja                                               | Az egyenletek száma |
| ------------------------------------ | ---------------------------------------------------------------------------- | ------------------- |
| Fogyasztásicikk-keresleti egyenletek | {\displaystyle D_{i}=F_{i}(p_{b},p_{c},...,p_{t},p_{p},p_{k},...)\,}         | n                   |
| Tényezőkínálati egyenletek           | {\displaystyle O_{j}=F_{j}(p_{b},p_{c},...,p_{t},p_{p},p_{k},...)\,}         | m                   |
| Tényezőpiaci egyenletek              | {\displaystyle a_{j}\cdot D_{a}+b_{j}\cdot D_{b}+c_{j}\cdot D_{c}+...=O_{j}} | m                   |
| Ár-költség egyenletek                | {\displaystyle p_{i}=i_{t}\cdot p_{t}+i_{p}\cdot p_{p}+i_{k}\cdot p_{k}+...} | n                   |

Ismeretlen m + n ‒ 1 jószág ára (mivel {\displaystyle p_{a}=1\,} – másképpen fogalmazva, m + n ‒ 1 jószágnak az a-hoz viszonyított árarányát keressük), valamint a javak egyensúlyi mennyiségei (általánosan felírva: Di és Oj). Az ismeretlenek száma tehát 2m + 2n ‒ 1, ami látszólag eggyel alacsonyabb az egyenletek számánál. Valójában azonban nem, mert a 3. és 4. csoportba tartozó egyenletekből levezethető Walras törvénye, amit már az 1. és 2. csoportból is levezettünk. Úgy is mondhatjuk, hogy az egyenletrendszer szabadságfoka 2m + 2n ‒ 1, egy tetszőlegesen kiválasztott egyenlet nem hordoz pluszinformációt a többihez képest, így elhagyható.
Walras úgy gondolta, hogy az egyenletek és az ismeretlenek számának egyezősége (ami, mint már említettük, változtatható technikai koefficiensek esetén is fennáll) elegendő ahhoz, hogy kijelentsük: az egyenletrendszer megoldható és a kapott gyökök egyértelműek. Valójában ez nincs így. 1954-ben ugyanakkor Kenneth Arrow és Gerard Debreu Nobel-díjas közgazdászok megmutatták, hogy akkor és csak akkor, ha egyetlen fogyasztási cikk gyártásának mérethozadéka sem növekvő, nincsenek kapcsolt termékek és externáliák, a walrasi egyenletrendszernek egyetlen, közgazdasági szempontból értelmes megoldása van.